# Fatty fait une conquête
Fatty fait une conquête (Fatty's Chance Acquaintance) est un film réalisé par Roscoe Arbuckle, sorti en 1915.

## Fiche technique
- Titre original : Fatty's Chance Acquaintance[1]
- Réalisation : Roscoe Arbuckle
- Producteur : Mack Sennett
- Production : Keystone Studios
- Distributeur : Mutual Film
- Durée : 13 minutes
- Date de sortie : 8 mars 1915

## Distribution
- Roscoe 'Fatty' Arbuckle : Fatty
- Billie Bennett : la femme de Fatty
- Harry McCoy : Pickpocket
- Minta Durfee : amie du Pickpocket
- Frank Hayes : policier
- Glen Cavender : homme dans le parc
- Ted Edwards : vendeur de glaces